# Lappula rupicola
Lappula rupicola är en strävbladig växtart som beskrevs av Zakirov. Lappula rupicola ingår i släktet piggfrön, och familjen strävbladiga växter. Inga underarter finns listade i Catalogue of Life.